# Francisco Ramos da Costa
Francisco Ramos da Costa (Alfarelos, 12 de setembro de 1913 — Lisboa, 4 de setembro de 1982) foi um economista e ativista político português.

## Biografia
Oriundo de uma família camponesa de Alfarelos, estabeleceu-se em Lisboa aos 11 anos. Frequentou o Instituto Comercial de Lisboa e licenciou-se em Finanças, no Instituto Superior de Ciências Económicas e Financeiras, atual ISEG. Entre outros empregos, foi diretor do Hotel Avis, em Lisboa.
Militante do Partido Comunista Português (PCP), chega à comissão de organização do partido em 1935, ano em que é preso pela PIDE pela primeira vez. No final da década, chegará ao Comité Central. Paralelamente, integra também o Grupo de Amigos da Liberdade, em 1935, juntamente com Álvaro Cunhal, Vasco de Magalhães Vilhena, Mário Dionísio e Álvaro Salema; no final dos anos 1930 participa no lançamento da Frente Popular, a cuja comissão nacional também pertence; no final da década de 1940 integra a Comissão Executiva do MUNAF e a comissão consultiva e de economistas do MUD. Militaria ainda na direção da organização militar do PCP com o pseudónimo Campos. Por causa das suas atividades política voltaria sucessivas vezes à cadeia, em 1947, em 1948, e novamente em 1949, na última vez na sequência das suas intervenções durante a campanha de José Norton de Matos para Presidente da República.
A 2 de Novembro de 1945, realizou a conferência O Desamparo do Trabalho e a Democracia Económica, na Voz do Operário, em Lisboa, a qual foi editada e publicada no mesmo ano nos Cadernos da editora Seara Nova.
A partir de 1950 Ramos da Costa começa a assumir posições críticas face ao sectarismo do PCP. Acabará por sair do partido e, juntamente com Mário Soares, Fernando Piteira Santos e outros, enceta uma tentativa de reagrupamento de opositores ao regime saídos do PCP, que toma forma em 1953, com a Resistência Republicana, mais tarde Resistência Republicana e Socialista.
No entanto, nas eleições presidenciais de 1958 começa por apoiar o candidato suportado pelo PCP Arlindo Vicente, acabando, depois da desistência de Vicente com o Pacto de Cacilhas, por ser ativo apoiante de Humberto Delgado. 
Envolvido na Revolta da Sé, que estava a ser preparada para 11 de março de 1959 e, a seguir, no Golpe de Beja, Ramos da Costa resolveria fugir para Paris, para escapar a uma nova prisão.
Viveu na capital francesa até ao 25 de Abril de 1974, tendo regressado a Portugal, acompanhando Mário Soares e Tito de Morais no alcunhado Comboio da Liberdade. Veio posteriormente a ser nomeado Embaixador de Portugal na Dinamarca.
A 5 de abril de 1984 foi agraciado, a título póstumo, com o grau de Grande-Oficial da Ordem da Liberdade, pelo Presidente da República Ramalho Eanes.